# Język nuaulu
Język nuaulu (a. naulu), także patakai (a. fatakai) – język austronezyjski używany w prowincji Moluki w Indonezji, jeden z języków wyspy Seram. Posługuje się nim 2 tys. osób.
Publikacje Ethnologue i Atlas bahasa tanah Maluku klasyfikują jego dwie odmiany (północną i południową) jako odrębne języki. Dialekt północny jest używany we wsiach Openg i Rumaholat (kecamatan Seram Utara), a dialekt południowy we wsiach Bunara, Hahualan, Kilo 12, Rouhua, Simalou, Watane (kecamatan Amahai). Z dostępnych danych wynika, że oba dialekty nie są wzajemnie zrozumiałe. Inne doniesienia sugerują, że ich odrębność sprowadza się do różnic fonetycznych, które nie utrudniają komunikacji. Nuaulu tworzy wspólną grupę z językiem sawai.
We wsi Rouhua pozostaje w powszechnym użyciu, zwłaszcza wśród osób, które zachowują tradycyjne wierzenia. Mniejszość chrześcijańska (zamieszkująca oddzielną część miejscowości) preferuje malajski amboński, zwłaszcza w przypadku małżeństw mieszanych. W latach 80. XX w. odnotowano, że w niektórych wsiach używane są również inne języki (sepa, sawai).
Badaniem języka i kultury Nuaulu zajmował się brytyjski antropolog Roy Ellen. Istnieje także opracowanie gramatyczne, w którym opisano dialekt południowy (A preliminary description of Nuaulu phonology and grammar, 1990). Dostępny jest również pobieżny słownik (Kamus Sou Naunue-Sou Manai, 2005) .
Jest zapisywany alfabetem łacińskim. Pewną propozycję ortografii opublikowano w 2005 r.